# Lochaber (Québec)
Pour les articles homonymes, voir Lochaber.
Lochaber est une municipalité de canton dans Papineau, en Outaouais, au Québec (Canada).

## Toponymie
Elle est nommée en l'honneur du village écossais de Lochaber.

## Histoire
« Situé entre la seigneurie de La Petite-Nation et le canton de Buckingham, sur la rive nord de l'Outaouais, le canton de Lochaber paraît sur la carte de Gale et Duberger dès 1795. L'arpenteur Joseph Bouchette, en 1815, signale que le territoire a été concédé à Archibald McMillan et à d'autres émigrés d'Écosse. le canton renferme la ville de Thurso ainsi que la totalité ou une partie des municipalités de Mayo, de Saint-Sixte, de Lochaber et de Lochaber-Partie-Ouest. Le toponyme a été emprunté à un village écossais. Proclamation : 1807 ».

### Chronologie municipale
- 1er juillet 1855 : La municipalité de canton de Lochaber est constituée lors du découpage municipal original du Québec.
- 1864 : La municipalité de paroisse de Saint-Malachy se détache de Lochaber.
- 1886 : La municipalité de village de Thurso se détache de Lochaber.
- 1891 : La municipalité de canton de Lochaber-Partie-Ouest se détache de Lochaber.
- 1893 : La municipalité de canton de Lochaber-Partie-Nord se détache de Lochaber.
- 2004 : Thurso annexe une partie de Lochaber.

## Géographie
Essentiellement rurale, la municipalité est située en périphérie de la ville de Thurso. 
Son territoire comprend une partie du parc national de Plaisance.
La rivière Blanche traverse le nord-ouest de la municipalité puis traverse l'est de Lochaber-Partie-Ouest jusqu'à sa confluence avec la rivière des Outaouais. La Petite rivière Blanche la traverse du nord au sud jusqu'à la rivière des Outaouais.

## Démographie
| 1991 | 1996 | 2001 | 2006 | 2011 | 2016 | 2021 |
| ---- | ---- | ---- | ---- | ---- | ---- | ---- |
| 492  | 510  | 446  | 497  | 409  | 415  | 446  |

## Administration
À l'origine, la municipalité était dans le comté de Papineau. Elle a été incorporée dans la municipalité régionale de comté de Papineau en 1983.
Les élections municipales se font en bloc pour le maire et les six conseillers.
| Lochaber Maires depuis 2001                                                                                          |               |         |          |
| Élection | Maire         | Qualité | Résultat |
| 2001 | Georges Leduc |         | Voir     |
| 2005 | Georges Leduc | Voir    |          |
| 2009 | Georges Leduc | Voir    |          |
| 2013 | Alain Gamache |         | Voir     |
| 2017 | Alain Gamache | Voir    |          |
| 2021 | Alain Gamache | Voir    |          |
| Élection partielle en italique Depuis 2005, les élections sont simultanées dans toutes les municipalités québécoises |               |         |          |